# ساندر موين فوس
ساندر موين فوس (بالبوكمول: Sander Moen Foss) هو لاعب كرة قدم نرويجي، ولد في 31 ديسمبر 1998.

## وصلات خارجية
- ساندر موين فوس على موقع اتحاد النرويج (النرويجية)
- ساندر موين فوس على موقع قاعدة بيانات كرة القدم.إي يو (الإنجليزية)
- ساندر موين فوس على موقع Soccerway.com (الإنجليزية)